# How Not to Summon a Demon Lord
How Not to Summon a Demon Lord (litt. « Comment ne pas invoquer un Roi démon »), de son titre original Isekai maō to shōkan shōjo no dorei majutsu (異世界魔王と召喚少女の奴隷魔術, litt. « Le Roi démon d'un autre monde et la magie servile des invocatrices »), est une série de light novel japonais écrite par Yukiya Murasaki et illustrée par Takahiro Tsurusaki. Publiée par l'éditeur Kōdansha depuis décembre 2014 dans leur collection Kodansha Lanove Bunko, quatorze volumes sont disponibles à ce jour.
Une adaptation en manga par Naoto Fukuda est publiée depuis juin 2015. Une série télévisée d'animation par le studio Ajia-dō Animation Works est diffusée pour la première fois au Japon entre le 5 juillet et le 20 septembre 2018,. Une seconde saison est en cours de production pour avril 2021,.
Un jeu mobile est sorti en août 2018.

## Synopsis
Takuma Sakamoto est un humain ordinaire qui est mystérieusement transporté dans le monde de son MMORPG préféré, Cross Rêverie (クロスレヴェリ, Kurosu Reveri) avec l'apparence de son propre personnage, le puissant roi démon Diablo. Les deux jeunes filles qui l'ont invoqué, Rem et Shera, tentent d'utiliser un sortilège pour faire de Takuma leur serviteur, mais le sort est réfléchi et celles-ci se retrouvent avec des colliers magiques attachés au cou, devenant ainsi ses esclaves. Avec un sérieux cas d'anxiété sociale, Takuma décide tout de même d'endosser le rôle de son personnage tout en interagissant avec les autres, et utilise ses statistiques élevées et sa vaste connaissance de Cross Reverie pour survivre dans son nouvel environnement, voyageant avec Rem et Shera pour chercher un moyen de retirer leurs colliers d'esclaves tout en les aidant avec leurs propres problèmes personnels qui les ont amenés à l'invoquer en premier lieu…

## Personnages
Takuma Sakamoto (坂本拓真, Sakamoto Takuma) / Diablo (ディアヴロ, Diavuro)
Voix japonaise : Masaaki Mizunaka,
Personnage principal de la série, il était un simple japonais introverti qui avait du mal à parler aux femmes. Celui-ci ne disposait pas d'aptitudes exceptionnelles, mis à part le fait d'être un expert dans les jeux vidéo, en particulier le MMORPG Cross Reverie, où son personnage Diablo a atteint le niveau maximum du jeu (150) en tant que magicien et a maîtrisé toutes les magies élémentaires. Devenu surpuissant, il a un grand inventaire de compétences dont la réflexion de sort « Magic Reflection » qui s'est activée lorsque Rem et Shera l'ont invoqué et essayé d'en faire leur esclave. Contrairement à sa véritable personnalité, Diablo est particulièrement hautain.
Shera L. Greenwood (シェラ・L・グリーンウッド, Shera L Guriin'uddo)
Voix japonaise : Yū Serizawa,
L'une des personnages principaux féminins, elle est une elfe avec une grosse poitrine. Archère de niveau 40, elle essaye de devenir une invocatrice, et avec l'aide de Rem, sa toute première invocation est une réussite et fait apparaître Diablo dans leur monde. Plus tard dans la série, elle se révèle être la première princesse du royaume elfique de Greenwood qui s'est enfuie après la mort de son frère aîné et que son second frère Keera lui ait fait des avances pour continuer la lignée.
Rem Galleu (レム・ガレウ, Remu Gareu)
Voix japonaise : Azumi Waki,
L'une des personnages principaux féminins, elle est issue de la race des « panthériens » (豹人族, Hyōjinzoku), une race de démon mi-homme mi-félin. Invocatrice de niveau 40, elle a choisi d'être une aventurière afin de devenir plus forte pour une certaine raison. Elle dispose de sept bêtes qu'elle a contracté après leurs invocations. Il a été révélé par la suite que ses ancêtres de générations en générations avaient l'âme d'un roi démon, prénommée Krebskulm, scellé en eux, et que Rem l'a également hérité de sa mère et cherchait des moyens de le surmonter. C'est dans cette optique qu'elle a invoqué Diablo. Avec Edelgard, elle a pu extraire le roi démon.
Alicia Crystella (アリシア・クリステラ, Arishia Kurisutera)
Voix japonaise : Yumi Hara,
Elle est une femme-chevalier impériale aux longs cheveux roux et porte des lunettes. Elle est envoyée en tant qu'émissaire de la capitale au pays des elfes pour éviter la guerre contre eux.
Sylvie (シルヴィ, Shiruvui)
Voix japonaise : Rumi Okubo,
Elle est la présidente de l'Association des aventuriers de Faltra. Étant issue de la race des « Grasswalker » (グラスウォーカー, Gurasuwōkā), elle a l'apparence d'une enfant avec des oreilles et une queue de lapin. Elle est vêtue très légèrement, exposant ainsi la majorité de son corps. Elle excelle également dans la magie de soutien.
Edelgard (エデルガルト, Erudorugaruto)
Voix japonaise : Emiri Katō,
La démone la plus puissante à la lance. Elle a pris part dans la résurrection de Klem. Bien qu'elle ne soit pas dans la forme qu'elle voulait, elle jure tout de même fidélité à l'actuelle Klem.
Krebskulm (クレブスクルム, Kurebusukurumu)
Voix japonaise : Atsumi Tanezaki,
Surnommée Klem (クルム, Kurumu), elle est l'âme du Roi démon. Elle est souvent montrée avec un tic de langage en terminant ses phrases par « -na noda » (～なのだ) et adore les biscuits.
Celestine Baudelaire (セレスティーヌ・ボードレール, Seresutiinu Bōdorēru)
Voix japonaise : Sayaka Senbongi,
La femme qui dirige l'Association des magiciens de Faltra. Elle considère Rem comme sa propre sœur et sait qu'elle a en elle l'âme d'un roi démon.
Mei (メイ)
Voix japonaise : Yūka Morishima,
Une panthérienne soi-disant star de l'auberge Repos, où Diablo et les filles séjournent. Elle peut être effrayante quand elle s'énerve.
Keera L. Greenwood (キイラ・L・グリーンウッド, Kiira L Guriin'uddo)
Voix japonaise : Akira Ishida
Emile Bichelberger (エミール・ビュシェルベルジェール, Emiiru Byusheruberujēru)
Voix japonaise : Ryōtarō Okiayu
Chester Ray Galford (チェスター・レイ・ガルフォード, Chesutā Rei Garufōdo)
Voix japonaise : Akio Ōtsuka
Lumachina Weselia (ルマキーナ・ウエスエリア, Rumakīna Uesueria)
Voix japonaise : Miku Itō,
Rose (ロゼ, Roze)
Voix japonaise : Aoi Koga,
Horn (ホルン, Horun)
Voix japonaise : Fumiko Uchimura,
Fanis Laminitus (ファニス・ラムニテス, Fanisu Ramunitesu)
Voix japonaise : Chinatsu Akasaki,

## Productions et supports

### Light novel
Écrits par Yukiya Murasaki et illustrés par Takahiro Tsurusaki, les light novel sont publiés par la maison d'édition Kōdansha dans leur collection Kodansha Lanove Bunko depuis décembre 2014.
En Amérique du Nord, l'éditeur J-Novel Club publie numériquement la version anglaise des romans sous le titre How NOT to Summon a Demon Lord depuis décembre 2017,,.

#### Liste des volumes
| no | Japonais          | Japonais                                                                 |
| no | Date de sortie    | ISBN                                                                     |
| --- | ----------------- | ------------------------------------------------------------------------ |
| 1 | 2 décembre 2014   | 978-4-0638-1433-0                                                        |
| Couverture : SheraListe des chapitres : - Prologue (プロローグ, Purorōgu) 1. Shōkan sa rete mireba (召喚されてみれば) 2. Bōken-sha o yatte miru (冒険者をやってみる) 3. Sekai o sukutte miru (世界を救ってみる) - Épilogue (エピローグ, Epirōgu) |                   |                                                                          |
| 2 | 1er mai 2015      | 978-4-0638-1461-3                                                        |
| Couverture : RemListe des chapitres : - Prologue (プロローグ, Purorōgu) 1. Ryōshu to atte miru (領主と会ってみる) - Makuai (幕間) 2. Sensō o kaihi shite miru (戦争を回避してみる) - Makuai (幕間) 3. Sensō shite miru (戦争してみる) - Épilogue (エピローグ, Epirōgu) |                   |                                                                          |
| 3 | 2 septembre 2015  | 978-4-0638-1487-3                                                        |
| Couverture : KlemListe des chapitres : - Prologue (プロローグ, Purorōgu) - Makuai (幕間) 1. Mazoku to hanashite miru (魔族と話してみる) 2. Fūin o hodoite miru (封印を解いてみる) 3. Kōhii-ten ni itte miru (珈琲店に行ってみる) 4. Remu no hanashi (レムの話) - Makuai (幕間) 5. Maō to Maō (魔王と魔王) - Epilogue (エピローグ, Epirōgu) |                   |                                                                          |
| 4 | 2 février 2016    | 978-4-0638-1513-9                                                        |
| Couverture : LumachinaListe des chapitres : - Prologue (プロローグ, Purorōgu) 1. Nezumi o taiji shite miru (鼠を退治してみる) - Makuai (幕間) 2. Sora o tonde miru (空を飛んで見る) 3. Atarashii machi e itte miru (新しい街へ行ってみる) - Makuai (幕間) 4. Oikakete miru (追いかけてみる) - Epilogue (エピローグ, Epirōgu) |                   |                                                                          |
| 5 | 2 juin 2016       | 978-4-0638-1541-2                                                        |
| Couverture : RoseListe des chapitres : - Prologue (プロローグ, Purorōgu) 1. Danjon ni gyō dji de miru (ダンジョンに行ぢでみる) 2. Danjon o kōryaku shite miru (ダンジョンを攻略してみる) - Makuai (幕間) 3. Zoku・Danjon o kōryaku shite miru (続・ダンジョンを攻略してみる) 4. Nakama o tasukete miru (仲間を助けてみる) 5. Sōbi o atarashiku shite miru (装備を新しくしてみる) - Makuai (幕間) 6. Buki o-shi fu de miru (武器を使ふでみる) - Epilogue (エピローグ, Epirōgu) |                   |                                                                          |
| 6 | 30 septembre 2016 | 978-4-0638-1557-3                                                        |
| Couverture : Horn |                   |                                                                          |
| 7 | 2 mars 2017       | 978-4-0638-1589-4                                                        |
| Couverture : Shera |                   |                                                                          |
| 8 | 2 août 2017       | 978-4-0638-1619-8                                                        |
| Couverture : Sasara |                   |                                                                          |
| 9 | 2 février 2018    | 978-4-0638-1643-3                                                        |
| Couverture : Rem |                   |                                                                          |
| 10 | 29 juin 2018      | 978-4-06-512645-5                                                        |
| Couverture : Sylvie |                   |                                                                          |
| 11 | 2 octobre 2018    | 978-4-06-513796-3                                                        |
| Couverture : Solami |                   |                                                                          |
| 12 | 2 mai 2019,       | 978-4-06-515618-6 (édition standard) 978-4-06-516122-7 (édition limitée) |
| Couverture : Alicia (édition standard) ; Shera & Rem (édition limitée) EXTRA : Au Japon, l'édition limitée de ce volume comporte un drama CD. |                   |                                                                          |
| 13 | 2 juin 2020       | 978-4-06-519445-4                                                        |
| 14 | 2 juin 2021       | 978-4-06-523735-9                                                        |

### Manga
Dessinée par Naoto Fukuda, une adaptation manga est prépubliée sur le service de manga en ligne Suiyōbi no Sirius de Kōdansha en partenariat avec Niconico Seiga depuis le 24 juin 2015. À ce jour, Kōdansha a publié vingt-sept volumes tankōbon.
En septembre 2017, Seven Seas Entertainment a annoncé son obtention des droits pour la version anglaise du manga et prévoit de la publier en juin 2018,,.
La version française du manga publiée par Meian est annoncée le 4 octobre 2022.

#### Liste des volumes
| no | Japonais          | Japonais                                                                  | Français         | Français          |
| no | Date de sortie    | ISBN                                                                      | Date de sortie   | ISBN              |
| --- | ----------------- | ------------------------------------------------------------------------- | ---------------- | ----------------- |
| 1 | 2 février 2016    | 978-4-0637-6596-0                                                         | 16 décembre 2022 | 978-2-38275-381-1 |
| Couverture : SheraListe des chapitres : - Chapitre 1 : Shōkan sa rete mireba Ⅰ (召喚されてみれば1) - Chapitre 2 : Shōkan sa rete mireba Ⅱ (召喚されてみれば2) - Chapitre 3 : Shōkan sa rete mireba Ⅲ (召喚されてみれば3) - Chapitre 4 : Shōkan sa rete mireba Ⅳ (召喚されてみれば4) |                   |                                                                           |                  |                   |
| 2 | 2 juin 2016       | 978-4-0639-0637-0                                                         | 16 décembre 2022 | 978-2-38275-382-8 |
| Couverture : RemListe des chapitres : - Chapitre 5 : Bōken-sha o yatte miru Ⅰ (冒険者をやってみる1) - Chapitre 6 : Bōken-sha o yatte miru Ⅱ (冒険者をやってみる2) - Chapitre 7 : Bōken-sha o yatte miru Ⅲ (冒険者をやってみる3) - Chapitre 8 : Bōken-sha o yatte miru Ⅳ (冒険者をやってみる4) - Chapitre 9 : Sekai o sukutte miru Ⅰ (世界を救ってみる1) |                   |                                                                           |                  |                   |
| 3 | 30 septembre 2016 | 978-4-0639-0657-8                                                         | 24 mars 2023     | 978-2-38275-383-5 |
| Couverture : SylvieListe des chapitres : - Chapitre 10 : Sekai o sukutte miru Ⅱ (世界を救ってみる２) - Chapitre 11 : Sekai o sukutte miru Ⅲ (世界を救ってみる３) - Chapitre 12 : Sekai o sukutte miru Ⅳ (世界を救ってみる４) - Chapitre 13 : Ryōshu to atte miru Ⅰ (領主と会ってみる１) - Chapitre 14 : Ryōshu to atte miru Ⅱ (領主と会ってみる２) |                   |                                                                           |                  |                   |
| 4 | 9 mars 2017       | 978-4-0639-0687-5                                                         | 24 mars 2023     | 978-2-38275-384-2 |
| Couverture : EdelgardListe des chapitres : - Chapitre 15 : Makuai (幕間) - Chapitre 16 : Sensō o kaihi shite miru Ⅰ (戦争を回避してみる1) - Chapitre 17 : Sensō o kaihi shite miru Ⅱ (戦争を回避してみる2) - Chapitre 18 : Sensō o shite miru Ⅰ (戦争をしてみる1) - Chapitre 19 : Sensō o shite miru Ⅱ (戦争をしてみる2) |                   |                                                                           |                  |                   |
| 5 | 9 août 2017       | 978-4-0639-0723-0                                                         | 20 octobre 2023  | 978-2-38275-385-9 |
| Couverture : SheraListe des chapitres : - Chapitre 20 : Sensō shite miru Ⅲ (戦争してみる３) - Chapitre 21 : Makuai Ⅰ (幕間１) - Chapitre 22 : Makuai Ⅱ (幕間２) - Chapitre 23 : Mazoku to hanashite miru Ⅰ (魔族と話してみる１) - Chapitre 24 : Mazoku to hanashite miru Ⅱ (魔族と話してみる２) |                   |                                                                           |                  |                   |
| 6 | 2 février 2018,   | 978-4-06-510795-9 (édition régulière) 978-4-06-510419-4 (édition limitée) | 20 octobre 2023  | 978-2-38275-386-6 |
| Couverture : KlemEXTRA : L'édition limitée est comprise avec deux types de porte-clé acrylique à l'effigie de Shera et de Rem,.Liste des chapitres : - Chapitre 25 : Mazoku to hanashite miru Ⅲ (魔族と話してみる３) - Chapitre 26 : Fūin o hodoite miru Ⅰ (封印を解いてみる１) - Chapitre 27 : Fūin o hodoite miru Ⅱ (封印を解いてみる２) - Chapitre 28 : Fūin o hodoite miru Ⅲ (封印を解いてみる３) - Chapitre 29 : Fūin o hodoite miru Ⅳ (封印を解いてみる４) |                   |                                                                           |                  |                   |
| 7 | 9 juillet 2018,   | 978-4-06-511981-5 (édition régulière) 978-4-06-512845-9 (édition limitée) | 15 décembre 2023 | 978-2-38275-387-3 |
| Couverture : RemEXTRA : L'édition limitée est comprise avec un poster à l'effigie de Shera et de Rem.Liste des chapitres : - Chapitre 30 : Kōhii-ten ni itte miru Ⅰ (珈琲店に行ってみる１) - Chapitre 31 : Kōhii-ten ni itte miru Ⅱ (珈琲店に行ってみる２) - Chapitre 32 : Remu no hanashi Ⅰ (レムの話１) - Chapitre 33 : Remu no hanashi Ⅱ (レムの話２) - Chapitre 34 : Remu no hanashi Ⅲ (レムの話３)                                                          |                   |                                                                           |                  |                   |
| 8 | 6 décembre 2018   | 978-4-06-514075-8                                                         | 15 décembre 2023 | 978-2-38275-388-0 |
| Couverture : AliciaListe des chapitres : - Chapitre 35 : Maō to maō Ⅰ (魔王と魔王１) - Chapitre 36 : Maō to maō Ⅱ (魔王と魔王２) - Chapitre 37 : Maō to maō Ⅲ (魔王と魔王３) - Chapitre 28 : Maō to maō Ⅳ (魔王と魔王４) - Chapitre 39 : Makuai Ⅰ (幕間１) |                   |                                                                           |                  |                   |
| 9 | 9 mai 2019        | 978-4-06-515400-7                                                         | 22 février 2024  | 978-2-38275-389-7 |
| Liste des chapitres : - Chapitre 40 : Makuai Ⅱ (幕間Ⅱ) - Chapitre 41 : Sora o tonde miru Ⅰ (空を飛んでみるⅠ) - Chapitre 42 : Sora o tonde miru Ⅱ (空を飛んでみるⅡ) - Chapitre 43 : Sora o tonde miru Ⅲ (空を飛んでみるⅢ) - Chapitre 44 : Atarashii machi e itte miru Ⅰ (新しい街へ行ってみるⅠ) |                   |                                                                           |                  |                   |
| 10 | 9 octobre 2019    | 978-4-06-517217-9                                                         | 22 février 2024  | 978-2-38275-390-3 |
| Liste des chapitres : - Chapitre 45 : Atarashii machi e itte miru Ⅱ (新しい街へ行ってみるⅡ) - Chapitre 46 : Atarashii machi e itte miru Ⅲ (新しい街へ行ってみるⅢ) - Chapitre 47 : Atarashii machi e itte miru Ⅳ (新しい街へ行ってみるⅣ) - Chapitre 48 : Oikakete miru Ⅰ (追いかけてみるⅠ) - Chapitre 49 : Oikakete miru Ⅱ (追いかけてみるⅡ) |                   |                                                                           |                  |                   |
| 11 | 9 avril 2020      | 978-4-06-519084-5                                                         | 12 avril 2024    | 978-2-38275-391-0 |
| Liste des chapitres : - Chapitre 50 : Oikakete miru Ⅲ (追いかけてみるⅢ) - Chapitre 51 : Oikakete miru Ⅳ (追いかけてみるⅣ) - Chapitre 52 : Danjon ni itte miru Ⅰ (ダンジョンに行ってみるⅠ) - Chapitre 53 : Danjon o kōryaku shite miru Ⅰ (ダンジョンを攻略してみるⅠ) - Chapitre 54 : Danjon o kōryaku shite miru Ⅱ (ダンジョンを攻略してみるⅡ) |                   |                                                                           |                  |                   |
| 12 | 9 octobre 2020    | 978-4-06-520904-2                                                         | 12 avril 2024    | 978-2-38275-392-7 |
| Liste des chapitres : - Chapitre 55 : Nakama o tasukete miru 1 (仲間を助けてみる１) - Chapitre 56 : Nakama o tasukete miru 2 (仲間を助けてみる２) - Chapitre 57 : Nakama o tasukete miru 3 (仲間を助けてみる３) - Chapitre 58 : Sōbi o atarashiku shite miru 1 (装備を新しくしてみる１) - Chapitre 59 : Sōbi o atarashiku shite miru 2 (装備を新しくしてみる２)                                                                                                  |                   |                                                                           |                  |                   |
| 13 | 9 mars 2021       | 978-4-06-522506-6                                                         | 13 juillet 2024  | 978-2-38275-393-4 |
| Liste des chapitres : - Chapitre 60 : Buki o tsukatte miru 1 (武器を使ってみる１) - Chapitre 61 : Buki o tsukatte miru 2 (武器を使ってみる２) - Chapitre 62 : Makuai (幕間) - Chapitre 63 : Ōto 1 (王都１) - Chapitre 64 : Ōto 2 (王都２) |                   |                                                                           |                  |                   |
| 14 | 9 juin 2021       | 978-4-06-523593-5                                                         | 25 octobre 2024  | 978-2-38275-394-1 |
| Liste des chapitres : - Chapitre 65 : Ōto 3 (王都３) - Chapitre 66 : Dai kyōkaidō 1 (大教会堂１) - Chapitre 67 : Dai kyōkaidō 2 (大教会堂２) - Chapitre 68 : Horun no tatakai (ホルンの戦い) - Chapitre 69 : Maō fukkatsu 1 (魔王復活１) |                   |                                                                           |                  |                   |
| 15 | 9 septembre 2021  | 978-4-06-524775-4                                                         | 27 juin 2025     | 978-2-38275-395-8 |
| Liste des chapitres : - Chapitre 70 : Maō fukkatsu 2 (魔王復活２) - Chapitre 71 : Makuai 1 (幕間１) - Chapitre 72 : Makuai 2 (幕間２) - Chapitre 73 : Shiruvi futatabi (シルヴィ再び) - Chapitre 74 : Dāku Erufu no mori e itte miru 1 (ダークエルフの森へ行ってみる１) |                   |                                                                           |                  |                   |
| 16 | 7 janvier 2022    | 978-4-06-526564-2                                                         | —                |                   |
| Liste des chapitres : - Chapitre 75 : Dāku Erufu no mori e itte miru 2 (ダークエルフの森へ行ってみる２) - Chapitre 76 : Dāku Erufu no mori e itte miru 3 (ダークエルフの森へ行ってみる３) - Chapitre 77 : Dāku Erufu no mori e itte miru 4 (ダークエルフの森へ行ってみる４) - Chapitre 78 : Satogaeri shite miru 1 (里帰りしてみる１) - Chapitre 79 : Satogaeri shite miru 2 (里帰りしてみる２)                                                                  |                   |                                                                           |                  |                   |
| 17 | 7 avril 2022      | 978-4-06-527390-6                                                         | —                |                   |
| Liste des chapitres : - Chapitre 80 : Erufu no hihō (エルフの秘宝) - Chapitre 81 : Erufu no hihō 2 (エルフの秘宝2) - Chapitre 82 : Kekkonshiki o agete miru 1 (結婚式を挙げてみる1) - Chapitre 83 : Kekkonshiki o agete miru 2 (結婚式を挙げてみる2) - Chapitre 84 : Kekkonshiki o agete miru 3 (結婚式を挙げてみる3) |                   |                                                                           |                  |                   |
| 18 | 7 juillet 2022    | 978-4-06-528254-0                                                         | —                |                   |
| Liste des chapitres : - Chapitre 85 : Kekkonshiki o agete miru 4 (結婚式を挙げてみる4) - Chapitre 86 : Shoya o yatte miru (初夜をヤってみる) - Chapitre 87 : Ikka no yashiki ni norikonde miru 1 (一家の屋敷に乗りこんでみる1) - Chapitre 88 : Ikka no yashiki ni norikonde miru 2 (一家の屋敷に乗りこんでみる2) - Chapitre 89 : Kensei ni atte miru 1 (剣聖に会ってみる1)                                                                                       |                   |                                                                           |                  |                   |
| 19 | 9 novembre 2022   | 978-4-06-529673-8                                                         | —                |                   |
| Liste des chapitres : - Chapitre 90 : Kensei ni atte miru 2 (剣聖に会ってみる2) - Chapitre 91 : Kensei ni atte miru 3 (剣聖に会ってみる3) - Chapitre 92 : Shiren ni idonde miru 1 (試練に挑んでみる1) - Chapitre 93 : Shiren ni idonde miru 2 (試練に挑んでみる2) |                   |                                                                           |                  |                   |
| 20 | 9 mars 2023       | 978-4-06-531500-2                                                         | —                |                   |
| Liste des chapitres : - Chapitre 94 : Shiren ni idonde miru 3 (試練に挑んでみる3) - Chapitre 95 : Makuai (幕間) - Chapitre 96 : Maō-gun, shūrai 1 (魔王軍、襲来1) - Chapitre 97 : Maō-gun, shūrai 2 (魔王軍、襲来2) |                   |                                                                           |                  |                   |
| 21 | 8 août 2023       | 978-4-06-532717-3                                                         | —                |                   |
| Liste des chapitres : - Chapitre 98 : Maō-gun, shūrai 3 (魔王軍、襲来3) - Chapitre 99 : Dai maō to tatakatte miru 1 (大魔王と戦ってみる1) - Chapitre 100 : Dai maō to tatakatte miru 2 (大魔王と戦ってみる2) - Chapitre 101 : Dai maō to tatakatte miru 3 (大魔王と戦ってみる3) |                   |                                                                           |                  |                   |
| 22 | 7 décembre 2023   | 978-4-06-533824-7                                                         | —                |                   |
| Liste des chapitres : - Chapitre 102 : Makuai 1 (幕間１) - Chapitre 103 : Makuai 2 (幕間２) - Chapitre 104 : Kodokunaru mono 1 (孤独なる者1) - Chapitre 105 : Kodokunaru mono 2 (孤独なる者2) |                   |                                                                           |                  |                   |
| 23 | 9 avril 2024      | 978-4-06-535211-3                                                         | —                |                   |
| Liste des chapitres : - Chapitre 106 : Zenryoku o dashite miru 1 (全力を出してみる 1) - Chapitre 107 : Zenryoku o dashite miru 2 (全力を出してみる 2) - Chapitre 108 : Ōto ni yoba rete miru 1 (王都に呼ばれてみる 1) - Chapitre 109 : Ōto ni yoba rete miru 2 (王都に呼ばれてみる 2) |                   |                                                                           |                  |                   |
| 24 | 7 août 2024       | 978-4-06-536442-0                                                         | —                |                   |
| Liste des chapitres : - Chapitre 106 : Fukamidori no taiseidō o kōryaku shite miru 1 (深緑の大聖堂を攻略してみる 1) - Chapitre 107 : Fukamidori no taiseidō o kōryaku shite miru 2 (深緑の大聖堂を攻略してみる 2) - Chapitre 108 : Ōto ni itte miru (sai) 1 (王都に行ってみる（再） 1) - Chapitre 109 : Ōto ni itte miru (sai) 2 (王都に行ってみる（再） 2) |                   |                                                                           |                  |                   |
| 25 | 9 décembre 2024   | 978-4-06-537710-9                                                         | —                |                   |
| Liste des chapitres : - Chapitre 114 : Mei tantei horun? 1 (名探偵ホルン？ 1) - Chapitre 115 : Mei tantei horun? 2 (名探偵ホルン？ 2) - Chapitre 116 : Gishiki o soshi shite miru 1 (儀式を阻止してみる 1) - Chapitre 117 : Gishiki o soshi shite miru 2 (儀式を阻止してみる 2) |                   |                                                                           |                  |                   |
| 26 | 9 avril 2025      | 978-4-06-539074-0                                                         | —                |                   |
| Liste des chapitres : - Chapitre 118 : Gishiki o soshi shite miru 3 (儀式を阻止してみる 3) - Chapitre 118.5 : Anjuren to Horun (アンジュレンとホルン) - Chapitre 119 : Ōjō ni itte miru 1 (王城に行ってみる 1) - Chapitre 120 : Nanpō shinchi e itte miru 1 (南方新地へ行ってみる 1) - Chapitre 121 : Nanpō shinchi e itte miru 2 (南方新地へ行ってみる 2) |                   |                                                                           |                  |                   |
| 27 | 7 août 2025       | 978-4-06-540291-7                                                         | —                |                   |
| Liste des chapitres : - Chapitre 122 : Karyutia ichi e itte miru 1 (カリュティア市へ行ってみる 1) - Chapitre 123 : Karyutia ichi e itte miru 2 (カリュティア市へ行ってみる 2) - Chapitre 124 : Karyutia ichi e itte miru 3 (カリュティア市へ行ってみる 3) - Chapitre 125 : Sensō o owara sete miru 1 (戦争を終わらせてみる 1) |                   |                                                                           |                  |                   |
| - |                   |                                                                           | —                |                   |
| Liste des chapitres : - Chapitre 126 : Sensō o owara sete miru 2 (戦争を終わらせてみる 2) - Chapitre 127 : Sensō o owara sete miru 3 (戦争を終わらせてみる 3) |                   |                                                                           |                  |                   |

### Anime
Avec l'ouverture d'un site officiel et d'un compte Twitter dédiés, une adaptation en une série télévisée d'animation a été révélée en janvier 2018,. La série est réalisée par Yūta Murano au studio d'animation Ajia-dō Animation Works avec un scénario de Kazuyuki Fudeyasu et les chara-designs de Shizue Kaneko ; Yuki Nishioka en est le chef de l'animation et Yuki Miyamoto a conçu les designs des monstres et est responsable des scènes d'action,. Les arrières-plans sont fournis par Kusanagi, et Natsuko Otsuka est l'artiste des couleurs clés ; Teppei Satō est crédité en que directeur de la photographie à Asahi Production Shiraishi Studio tandis que Satoshi Motoyama est l'ingénieur du son au Half HP Studio,. Celle-ci est diffusée pour la première fois au Japon entre le 5 juillet et le 20 septembre 2018 sur AT-X, Tokyo MX, BS Fuji, SUN,. La première saison est composée de 12 épisodes répartis dans trois coffrets Blu-ray,.
Une seconde saison, intitulée Isekai maō to shōkan shōjo no dorei majutsu Ω (異世界魔王と召喚少女の奴隷魔術Ω), a été annoncée le 8 avril 2020,. Mis à part Satoshi Kuwabara remplaçant Yūta Murano pour la réalisation de la série au sein des studios Tezuka Productions et Okuruto Noboru, Kazuyuki Fudeyasu gère de nouveau les scripts de la série avec les chara-designs de Shizue Kaneko,. Les seiyū des personnages principaux reprennent également leur rôle de la première saison,. Elle est prévue d'être diffusée en avril 2021 sur TBS, BS-TBS,.
Crunchyroll détient les droits de diffusion en streaming de l'anime dans le monde entier, excepté en Asie, ; la seconde saison sera également diffusée sur la plateforme.
La chanson de l'opening de la série, intitulée DeCIDE, est interprétée par SUMMONARS 2+, un groupe composé des seiyū Azumi Waki, Yū Serizawa, Yumi Hara, Rumi Okubo et Emiri Katō sous le nom de leurs personnages, tandis que celle de l'ending de la série, intitulée Saiaku no hi demo anata ga suki. (最悪な日でもあなたが好き。, litt. « Je t'aime même si c'est le pire jour. »), est interprétée par Serizawa et produite par HoneyWorks,.

#### Liste des épisodes

##### Saison 1
| No | Titre français                 | Titre japonais | Titre japonais | Date de 1re diffusion |
| No | Titre français                 | Kanji          | Rōmaji         | Date de 1re diffusion |
| -- | ------------------------------ | -------------- | -------------- | --------------------- |
| 1  | Interpréter un roi démon       | 魔王演技       | Maō engi       | 5 juillet 2018        |
| 2  | Le nouveau le plus puissant    | 最強新人       | Saikyō shinjin | 12 juillet 2018       |
| 3  | L'Attaque des Démons           | 魔族襲来       | Mazoku shūrai  | 19 juillet 2018       |
| 4  | Pluie de mortier               | 迫撃乱舞       | Hakugeki ranbu | 26 juillet 2018       |
| 5  | Chevalier d'État               | 国家騎士       | Kokka kishi    | 2 août 2018           |
| 6  | Le marché aux exclaves         | 奴隷市場       | Dorei shijō    | 9 août 2018           |
| 7  | Changement de décision         | 人心変転       | Jinshin henten | 16 août 2018          |
| 8  | Le héros entre en scène        | 英雄驀進       | Eiyū bakushin  | 23 août 2018          |
| 9  | La Légende des paladins        | 聖騎士譚       | Seikishi-tan   | 30 août 2018          |
| 10 | La Résurrection du Roi-démon   | 魔王復活       | Maō fukkatsu   | 6 septembre 2018      |
| 11 | L'Éveil de la fillette         | 幼女覚醒       | Yōjo kakusei   | 13 septembre 2018     |
| 12 | La Bataille du vrai et du faux | 真贋対戦       | Shingan taisen | 20 septembre 2018     |

##### Saison 2
| No | Titre français                          | Titre japonais | Titre japonais    | Date de 1re diffusion |
| No | Titre français                          | Kanji          | Rōmaji            | Date de 1re diffusion |
| -- | --------------------------------------- | -------------- | ----------------- | --------------------- |
| 1  | La Prêtresse suprême                    | 大主神官       | Dai Shushinkan    | 9 avril 2021          |
| 2  | Le Capitaine des Paladins               | 聖騎士長       | Seikishi-chō      | 16 avril 2021         |
| 3  | Le Rituel de la perversion              | 背徳儀式       | Haitoku Gishiki   | 23 avril 2021         |
| 4  | Domaine spécial                         | 固有領域       | Koyū Ryōiki       | 30 avril 2021         |
| 5  | Affrontement contre le Dragon noir      | 黒竜激突       | Kokuryū Gekitotsu | 7 mai 2021            |
| 6  | La Bataille contre l'armée du Roi démon | 魔王軍戦       | Maōgun-sen        | 14 mai 2021           |
| 7  | La Petite Roi démon                     | 魔王幼女       | Maō Yōjo          | 21 mai 2021           |
| 8  | Visite à la capitale                    | 王都来訪       | Ōto Raihō         | 28 mai 2021           |
| 9  | Storm the Church                        | 教会雷撃       | Kyōkai Raigeki    | 4 juin 2021           |
| 10 | Jouer un dieu                           | 神様演技       | Kami-sama Engi    | 11 juin 2021          |

### Jeu vidéo
Avec l'ouverture d'un compte Twitter et d'un site officiel dédiés en juin 2018, une adaptation en jeu vidéo a été annoncée. Intitulée Isekai maō to shōkan shōjo no dorei majutsu X Reverie (異世界魔王と召喚少女の奴隷魔術 X Reverie), il s'agit d'un jeu vidéo de rôle sur mobile pour les appareils fonctionnant sous iOS ou Android et est free-to-play avec des achats d'objets en jeu. Celle-ci a une histoire originale et les personnages sont doublés par les seiyū de l'anime. Le site officiel du jeu a hébergé une campagne de pré-inscription où les personnes inscrites pouvaient recevoir des autographes des doubleurs. Le jeu est sorti le 28 août 2018.

## Accueil
La série de light novel a dépassé le million d'exemplaires imprimés en mars 2018.

### Sources
1. 1 2  (en) Karen Ressler, « J-Novel Club Adds How NOT to Summon a Demon Lord Light Novel : Seven Seas licensed manga adaptation », sur Anime News Network, 2 octobre 2017 (consulté le 17 juin 2018).
2. 1 2  (en) Karen Ressler, « Seven Seas Licenses How NOT to Summon a Demon Lord Manga : Gamer goes to another world with 2 slaves in manga debuting March 13 », sur Anime News Network, 14 septembre 2017 (consulté le 17 juin 2018).
3. 1 2  (ja) « ON AIR|放送情報 », sur Site officiel (consulté le 17 juin 2018).
4. 1 2 3 4 5  (en) Jennifer Sherman, « How NOT to Summon A Demon Lord Anime Reveals More Cast, July 5 Premiere : Atsumi Tanezaki, Sayaka Senbongi, Yūka Morishima join cast », sur Anime News Network, 1er juin 2018 (consulté le 12 juin 2018).
5. 1 2 3 4 5 6  (ja) « 「異世界魔王」2期に伊藤美来・古賀葵・内村史子・赤崎千夏、キャラボイス聴けるPVも », sur natalie.mu,‎ 22 décembre 2020 (consulté le 22 décembre 2020).
6. 1 2 3 4 5 6  (en) Egan Loo, « How NOT to Summon a Demon Lord Omega Anime's 1st Video Unveils More Cast, April Debut : Miku Itō, Aoi Koga, Fumiko Uchimura, Fumiko Uchimura join How NOT to Summon a Demon Lord Ω », sur Anime News Network,‎ 22 décembre 2020 (consulté le 22 décembre 2020).
7. 1 2  (en) « 「異世界魔王と召喚少女の奴隷魔術 X Reverie」が配信開始。リリース記念キャンペーンを実施 », sur 4gamer.net,‎ 28 août 2018 (consulté le 20 septembre 2018).
8. 1 2 3 4 5 6 7 8 9 10  (ja) « STAFF/CAST スタッフ・キャスト », sur Site officiel (consulté le 17 juin 2018).
9. 1 2 3  (en) Rafael Antonio Pineda, « How NOT to Summon A Demon Lord Anime's Main Cast, July Premiere Revealed : Masaaki Mizunaka, Yū Serizawa, Azumi Waki play main cast », sur Anime News Network, 20 avril 2018 (consulté le 12 juin 2018).
10. 1 2 3  (en) Crystalyn Hodgkins, « How NOT to Summon A Demon Lord Anime Reveals More Cast, New Visual, Opening Theme Artists : Yumi Hara, Rumi Okubo, Emiri Katō join cast for series premiering in July », sur Anime News Network, 18 mai 2018 (consulté le 12 juin 2018).
11. 1 2 3  (en) Egan Loo, « How NOT to Summon a Demon Lord Anime Unveils 3 More Cast Members : Ryotaro Okiayu, Akira Ishida, Akio Ohtsuka cast in anime premiering July 5 », sur Anime News Network, 30 avril 2018 (consulté le 30 juin 2018).
12. ↑  (en) « J-Novel Club Announces the Licensing of Light Novel Series 'How NOT to Summon a Demon Lord' : The chart-topping light novel series from Kodansha gets its English release worldwide! », sur Anime News Network, 4 octobre 2017 (consulté le 17 juin 2018).
13. ↑  (en) Scott Green, « J-Novel Club Announces the Licensing of Light Novel Series “How NOT to Summon a Demon Lord” : J-Novel Club LLC is also celebrating its one-year anniversary this month of October with a survey to hear from the readers », sur Crunchyroll, 3 octobre 2017 (consulté le 17 juin 2018).
14. ↑  (en) « How NOT to Summon a Demon Lord: Volume 1 : Kindle Edition », sur Amazon, 4 décembre 2017 (consulté le 17 juin 2018).
15. 1 2  (ja) « 「異世界魔王と召喚少女の奴隷魔術」既刊・関連作品一覧 », sur Kōdansha (consulté le 17 juin 2018).
16. ↑  (ja) « 【8月7日付】本日発売の単行本リスト », sur natalie.mu,‎ 7 août 2025 (consulté le 7 août 2025).
17. ↑  (en) Scott Green, « Seven Seas Announces "The Dungeon of Black Company" And "How NOT to Summon a Demon Lord" Manga Series : Releases scheduled for 2018 », sur Crunchyroll, 14 septembre 2017 (consulté le 17 juin 2018).
18. ↑  (en) « Summon Up a Good Time With Seven Seas Release of HOW NOT TO SUMMON A DEMON LORD Manga Series », sur Seven Seas Entertainment, 14 septembre 2017 (consulté le 17 juin 2018).
19. ↑  (en) « How NOT to Summon a Demon Lord Vol. 1 », sur Seven Seas Entertainment (consulté le 17 juin 2018).
20. ↑  « How NOT to Summon a Demon Lord arrive en manga chez Meian », sur manga-news.com, 04 ctobre 2022 (consulté le 9 octobre 2022).
21. ↑  (ja) « 異世界魔王と召喚少女の奴隷魔術 6 アクリルキーホルダー2種付き特装版 講談社キャラクターズライツ », sur hmv.co.jp (consulté le 17 juin 2018).
22. ↑  (ja) 明正堂書店アトレ上野店コミックお知らせ (@meishodo_comic), « 『異世界魔王と召喚少女の奴隷魔術』6巻 特装版 講談社 », sur Twitter,‎ 1er février 2018 (consulté le 17 juin 2018).
23. ↑  (ja) « 異世界魔王と召喚少女の奴隷魔術 7 両面お風呂ポスター付き特装版 講談社キャラクターズライツ », sur hmv.co.jp (consulté le 26 juillet 2018).
24. ↑  (en) Rafael Antonio Pineda, « How NOT to Summon a Demon Lord Light Novels Get TV Anime : J-Novel Club publishes novels about MMO player summoned to fantasy world & takes on demon lord persona », sur Anime News Network, 25 janvier 2018 (consulté le 17 juin 2018).
25. ↑  kuuro_yuki, « Un animé pour Isekai Maô to Shôkan Shôjo Dorei Majutsu : De la magie dans un autre monde », sur Crunchyroll, 27 janvier 2018 (consulté le 17 juin 2018).
26. ↑  (en) Egan Loo, « How NOT to Summon a Demon Lord Anime's Promo Video Reveals Staff, Summer Debut : Dream Festival!'s Yūta Murano directs at Ajia-do », sur Anime News Network, 21 mars 2018 (consulté le 17 juin 2018).
27. ↑  (en) Paul Chapman, « Magic Misfires in "How NOT to Summon a Demon Lord" TV Anime Trailer (NSFW-ish) : Key visual and main staff revealed for fantasy light novel adaptation that hits Japanese TV in Summer of 2018 », sur Crunchyroll, 21 mars 2018 (consulté le 17 juin 2018).
28. ↑  Yuki-Jade, « Plus d'informations sur l'animé Isekai Maô to Shôkan Shôjo Dorei Majutsu : Doubleurs, date de sortie… », sur Crunchyroll, 22 avril 2018 (consulté le 17 juin 2018).
29. ↑  (ja) « BLU-RAY / CD|パッケージ情報 : 異世界魔王と召喚少女の奴隷魔術　Blu-rayシリーズ », sur Site officiel (consulté le 20 septembre 2018).
30. ↑  (ja) « アニメBlu-rayシリーズ全3巻の発売が決定！ Vol.1は2018年9月28日(金)にリリース！！ », sur Site officiel,‎ 5 juillet 2018 (consulté le 20 septembre 2018).
31. 1 2 3  (ja) « 「異世界魔王」2期決定！放送は2021年、制作は手塚プロ×オクルトノボル », sur natalie.mu,‎ 9 avril 2020 (consulté le 8 avril 2020).
32. 1 2 3  (en) Jennifer Sherman, « How NOT to Summon a Demon Lord Anime Gets 2nd Season in 2021 : Dagashi Kashi 2's Satoshi Kuwabara directs series at Tezuka Productions, Okuru to Noboru », sur Anime News Network, 8 avril 2020 (consulté le 8 avril 2020).
33. ↑  GoToon, « ANNONCE : Angels of Death et How Not to Summon a Demon Lord cet été sur Crunchyroll : Deux nouvelles séries bientôt en simulcast », sur Crunchyroll, 22 juin 2018 (consulté le 23 juin 2018).
34. ↑  Karen Ressler, « Crunchyroll, Funimation to Stream Attack on Titan 3, Overlord III, How NOT to Summon A Demon Lord, Angels of Death : Funimation adds dub for Magical Girl Raising Project », sur Anime News Network, 21 juin 2018 (consulté le 23 juin 2018).
35. ↑  (en) Rafael Antonio Pineda, « Crunchyroll Streams TONIKAWA, 'So I'm a Spider, So What?', EX-ARM Anime : Also: Reincarnated as a Slime OAD 4 & 5, Monster Girl Doctor, With a Dog AND a Cat, Every Day is Fun, How NOT to Summon a Demon Lord Ω, The Hidden Dungeon Only I Can Enter anime coming », sur Anime News Network,‎ 4 juillet 2020 (consulté le 5 juillet 2020).
36. ↑  (ja) « BLU-RAY / CD|パッケージ情報 : OPテーマ　DeCIDE », sur Site officiel (consulté le 17 juin 2018).
37. ↑  (ja) « BLU-RAY / CD|パッケージ情報 : 最悪な日でもあなたが好き。（異世界魔王　EDテーマ） », sur Site officiel (consulté le 17 juin 2018).
38. 1 2 3  (en) Karen Ressler, « How NOT to Summon a Demon Lord Gets Smartphone Game, Alarm App : Game slated for this summer », sur Anime News Network, 30 juin 2018 (consulté le 2 juillet 2018).
39. ↑  (en) Mikikazu Komatsu, « "How NOT to Summon a Demon Lord" Reveals Anime Visuals of Its Two Heroines: Shera & Rem : TV anime adaptation is set to premiere in Japan this summer », sur Crunchyroll, 21 mars 2018 (consulté le 17 juin 2018).

### Œuvres
Édition japonaise
Light novel
1. 1 2  (ja) « 異世界魔王と召喚少女の奴隷魔術 », sur Kōdansha (consulté le 17 juin 2018).
2. 1 2  (ja) « 異世界魔王と召喚少女の奴隷魔術２ », sur Kōdansha (consulté le 17 juin 2018).
3. 1 2  (ja) « 異世界魔王と召喚少女の奴隷魔術３ », sur Kōdansha (consulté le 17 juin 2018).
4. 1 2  (ja) « 異世界魔王と召喚少女の奴隷魔術４ », sur Kōdansha (consulté le 17 juin 2018).
5. 1 2  (ja) « 異世界魔王と召喚少女の奴隷魔術５ », sur Kōdansha (consulté le 17 juin 2018).
6. 1 2  (ja) « 異世界魔王と召喚少女の奴隷魔術６ », sur Kōdansha (consulté le 17 juin 2018).
7. 1 2  (ja) « 異世界魔王と召喚少女の奴隷魔術７ », sur Kōdansha (consulté le 17 juin 2018).
8. 1 2  (ja) « 異世界魔王と召喚少女の奴隷魔術８ », sur Kōdansha (consulté le 17 juin 2018).
9. 1 2  (ja) « 異世界魔王と召喚少女の奴隷魔術９ », sur Kōdansha (consulté le 17 juin 2018).
10. 1 2  (ja) « 異世界魔王と召喚少女の奴隷魔術１０ », sur Kōdansha (consulté le 17 juin 2018).
11. 1 2  (ja) « 異世界魔王と召喚少女の奴隷魔術１１ », sur Kōdansha (consulté le 26 septembre 2018).
12. 1 2  (ja) « 異世界魔王と召喚少女の奴隷魔術１２ », sur Kōdansha (consulté le 18 octobre 2019).
13. 1 2  (ja) « 異世界魔王と召喚少女の奴隷魔術　ドラマＣＤ付き１２巻限定版 », sur Kōdansha (consulté le 23 mars 2019).
14. 1 2  (ja) « 異世界魔王と召喚少女の奴隷魔術１３ », sur Kōdansha (consulté le 15 mai 2020).
15. 1 2  (ja) « 異世界魔王と召喚少女の奴隷魔術１４ », sur Kōdansha (consulté le 18 juin 2021).

Manga
1. 1 2  (ja) « 異世界魔王と召喚少女の奴隷魔術（１） », sur Kōdansha (consulté le 17 juin 2018).
2. 1 2  (ja) « 異世界魔王と召喚少女の奴隷魔術（２） », sur Kōdansha (consulté le 17 juin 2018).
3. 1 2  (ja) « 異世界魔王と召喚少女の奴隷魔術（３） », sur Kōdansha (consulté le 17 juin 2018).
4. 1 2  (ja) « 異世界魔王と召喚少女の奴隷魔術（４） », sur Kōdansha (consulté le 17 juin 2018).
5. 1 2  (ja) « 異世界魔王と召喚少女の奴隷魔術（５） », sur Kōdansha (consulté le 17 juin 2018).
6. 1 2  (ja) « 異世界魔王と召喚少女の奴隷魔術（６） », sur Kōdansha (consulté le 17 juin 2018).
7. 1 2  (ja) « アクリルキーホルダー２種付き　異世界魔王と召喚少女の奴隷魔術（６）特装版 », sur Kōdansha (consulté le 17 juin 2018).
8. 1 2  (ja) « 異世界魔王と召喚少女の奴隷魔術（７） », sur Kōdansha (consulté le 26 juillet 2018).
9. 1 2  (ja) « 両面お風呂ポスター付き　異世界魔王と召喚少女の奴隷魔術（７）特装版 », sur Kōdansha (consulté le 26 juillet 2018).
10. 1 2  (ja) « 異世界魔王と召喚少女の奴隷魔術（８） », sur Kōdansha (consulté le 17 juin 2018).
11. 1 2  (ja) « 異世界魔王と召喚少女の奴隷魔術（９） », sur Kōdansha (consulté le 18 octobre 2019).
12. 1 2  (ja) « 異世界魔王と召喚少女の奴隷魔術（１０） », sur Kōdansha (consulté le 18 octobre 2019).
13. 1 2  (ja) « 異世界魔王と召喚少女の奴隷魔術（１１） », sur Kōdansha (consulté le 15 mai 2020).
14. 1 2  (ja) « 異世界魔王と召喚少女の奴隷魔術（１２） », sur Kōdansha (consulté le 22 décembre 2020).
15. 1 2  (ja) « 異世界魔王と召喚少女の奴隷魔術（１３） », sur Kōdansha (consulté le 5 mars 2021).
16. 1 2  (ja) « 異世界魔王と召喚少女の奴隷魔術（１４） », sur Kōdansha (consulté le 18 juin 2021).
17. 1 2  (ja) « 異世界魔王と召喚少女の奴隷魔術（１５） », sur Kōdansha (consulté le 12 novembre 2021).
18. 1 2  (ja) « 異世界魔王と召喚少女の奴隷魔術（１６） », sur Kōdansha (consulté le 21 janvier 2022).
19. 1 2  (ja) « 異世界魔王と召喚少女の奴隷魔術（１７） », sur Kōdansha (consulté le 21 avril 2022).
20. 1 2  (ja) « 異世界魔王と召喚少女の奴隷魔術（１８） », sur Kōdansha (consulté le 21 juillet 2022).
21. 1 2  (ja) « 異世界魔王と召喚少女の奴隷魔術（１９） », sur Kōdansha (consulté le 21 octobre 2022).
22. 1 2  (ja) « 異世界魔王と召喚少女の奴隷魔術（２０） », sur Kōdansha (consulté le 23 mars 2023).
23. 1 2  (ja) « 異世界魔王と召喚少女の奴隷魔術（２１） », sur Kōdansha (consulté le 14 août 2023).
24. 1 2  (ja) « 異世界魔王と召喚少女の奴隷魔術（２２） », sur Kōdansha (consulté le 22 janvier 2024).
25. 1 2  (ja) « 異世界魔王と召喚少女の奴隷魔術（２３） », sur Kōdansha (consulté le 26 avril 2024).
26. 1 2  (ja) « 異世界魔王と召喚少女の奴隷魔術（２４） », sur Kōdansha (consulté le 6 août 2024).
27. 1 2  (ja) « 異世界魔王と召喚少女の奴隷魔術（２５） », sur Kōdansha (consulté le 2 décembre 2024).
28. 1 2  (ja) « 異世界魔王と召喚少女の奴隷魔術（２６） », sur Kōdansha (consulté le 24 avril 2025).
29. 1 2  (ja) « 異世界魔王と召喚少女の奴隷魔術（２７） », sur Kōdansha (consulté le 20 juin 2025).

Édition française
Manga
1. 1 2  « How NOT to Summon a Demon Lord - Tome 1 », sur Meian (consulté le 9 octobre 2022).
2. 1 2  « How NOT to Summon a Demon Lord - Tome 2 », sur Meian (consulté le 9 octobre 2022).
3. 1 2  « How NOT to Summon a Demon Lord - Tome 3 », sur Meian (consulté le 23 mars 2023).
4. 1 2  « How NOT to Summon a Demon Lord - Tome 4 », sur Meian (consulté le 23 mars 2023).
5. 1 2  « How NOT to Summon a Demon Lord - Tome 5 », sur Meian (consulté le 20 septembre 2023).
6. 1 2  « How NOT to Summon a Demon Lord - Tome 6 », sur Meian (consulté le 20 septembre 2023).
7. 1 2  « How NOT to Summon a Demon Lord - Tome 7 », sur Meian (consulté le 20 septembre 2023).
8. 1 2  « How NOT to Summon a Demon Lord - Tome 8 », sur Meian (consulté le 20 septembre 2023).
9. 1 2  « How NOT to Summon a Demon Lord - Tome 9 », sur Meian (consulté le 22 janvier 2024).
10. 1 2  « How NOT to Summon a Demon Lord - Tome 10 », sur Meian (consulté le 22 janvier 2024).
11. 1 2  « How NOT to Summon a Demon Lord - Tome 11 », sur Meian (consulté le 22 janvier 2024).
12. 1 2  « How NOT to Summon a Demon Lord - Tome 12 », sur Meian (consulté le 22 janvier 2024).
13. 1 2  « How NOT to Summon a Demon Lord - Tome 13 », sur Meian (consulté le 22 janvier 2024).
14. 1 2  « How NOT to Summon a Demon Lord - Tome 14 », sur Meian (consulté le 8 octobre 2024).
15. 1 2  « How NOT to Summon a Demon Lord - Tome 15 », sur Meian (consulté le 20 juin 2025).